# Мая Хилс
Мая Хилс (на английски: Maya Hills) е артистичен псевдоним на Екатерина Вторушина (Ekaterina Vtorushina) – американска порнографска актриса от руски произход.
Родена е на 21 август 1987 г. в Западен Сибир, СССР, днешна Русия.

## Награди и номинации
- 2007: Номинация за CAVR награда за звезда на годината.[3]
- 2008: Номинация за AVN награда за най-добра нова звезда.[4][5]
- 2008: Номинация за AVN награда за най-добра сцена с орален секс (видео) – „Духай ми сандвич 11“ (със Саша Грей).[4][5]
- 2012: Номинация за Urban X награда за оргазмен оралист.[6]